# 천상비
천상비, 신 천상비는 대한민국 (현) 네오위즈에이블 (Hi-Win[하이윈])이 개발한 중국 무협풍 세계관을 배경으로 한 MMORPG이다. 독자적인 성장 시스템인 RTG 시스템(Real Time Growth System)을 개발해 적용했다. 보통 온라인 게임은 레벨업을 하기 위해 일정수준의 경험치를 모아서 레벨업을 하는 반면 천상비는 레벨업이 아니라 실시간으로 힘, 민첩, 맷집, 숙련도,명성이 상승하도록 되어있다. 즉, 몬스터와 전투 행위(공격, 피격, 회피, 빗나감) 등의 모든 행동이 능력치 상승을 의미한다.

## 프롤로그
제작이전: 머그게임 무림크래프트
제작: 2000년 8월22일
오픈베타:2001년

## 캐릭터

### 정파, 사파
신 천상비에서는 캐릭터는 정파나 사파에 속하게 된다. 정파는 캐릭터명 주변이 파란색이며, 사파는 분홍색이다.
정파인지 사파인지에 따른 능력치 성장의 차이는 없다. 정사파의 캐릭터 직업무공 이펙트가 다르다. 정파가 사파의 방파에 가입하거나 사파가 정파의 방파에 가입할 수 없다 *(방주가 기인 이상이면 정사파 구분이 없어지고 방파 가입이 가능하다). 정사파의 캐릭터 결혼은 불가능하다.

### 성별
캐릭터의 성별에 따라서 스탯의 성장 능력치는 달라지지 않는다.
남녀 캐릭터는 결혼할 수 있으며 결혼하면 특정 무공을 습득할 수 있다. 정파는 정파, 사파는 사파 결이혼 가능하다. (천상기경(기인)은 정파 사파 초월)

### 직업
신 천상비는 검, 도, 창, 조 4가지의 직업이 있다. 직업이 4개라 하더라도 성장방식의 차이점이 존재하지 않는다.한마디로 차이가 없다는 것. 각 직업은 낙양성 강호수련관의 사범에게 말을 걸면 언제든지 다른 직업으로 변경이 가능하다.
단지, 검,도,창,조 어느 것을 선택하느냐에 따라 상대 무기에 대해 상성이 생긴다.
- 검： 조에 0 - 20% 대미지 증가
- 조： 도에 0 - 20% 대미지 증가
- 도： 창에 0 - 20% 대미지 증가
- 창： 검에 0 - 20% 대미지 증가

특히 PvP(Player vs Player)에서 중요하게 작용하게 작용한다. 그러나 이 상성은 반드시 이대로 작용하는 것이 아니라 해당 캐릭터의 변신 단계에 따라서 값이 변동된다.
| 단위       | 1단            | 2단            | 3단            | 4단            | 5단             | 환골탈태       | 천상기경(호)   |
| 피격대미지 | 기본값 20%증가 | 1%감소 19%증가 | 3%감소 17%증가 | 6%감소 14%증가 | 10%감소 10%증가 | 15%감소 5%증가 | 20%감소 0%증가 |

※천상기경(패, 교)은 환골탈태와 동일하다.

※「직업상성패」를 착용하면 대인 전투의 피격 대미지를 줄일 수 있다

※천상기인부터는 직업간의 상성이 적용되지 않는다.

## 단위와 캐릭터 외관 변화

#### 4단 -> 5단
업데이트가 진행되면서 기존 1~3단의 외형은 사라지고 캐릭터를 만드는 순간부터 4단 외형으로 시작한다. 캐릭터가 일정 퀘스트를 완료하면 변신이 가능하다. 5단까지는 외형만 변화하며 능력치의 변화는 없다.
승단 시험을 통과한 후에는 장비한 무기의 명중률 보정 수치를 +가 붙은 무기는 +3 혹은 –가 붙은 무기는 -3 추가할 수 있다. 현재 리뉴얼 되면서 +27 추명부로 변경되었다. 이것 때문에 본래 직업 외의 직업으로 숙련도 노가다를 하는 플레이어도 많다.

### 환골탈태
5단에서 승단 시험에 통과하면 환골탈태를 할 수 있다. 승단 시험을 치루기까지 복잡하며 많은 퀘스트를 수행해야 한다. 일단 환골탈태에 성공하면, 캐릭터의 모습이 많이 변하며, 준기연무기를 습득할 수 있다. 또한 전용 무공을 습득하는 등 보수가 짭짤하게 들어온다. 또한 캐릭터 스탯 중 민첩을 제외한 모든 스탯과 명성이 초기화에 가까운 상태로 변화하며, 기존에 쌓았던 스탯의 일부는 잠재 능력치로 새롭게 변한 스탯의 오른쪽에 ‘+ 숫자’의 형태로 표시된다. 또한 피통도 기존의 명성에 비례해 추가치가 주어진다. 보상 아이템 등으로 내공도 상승한다.
초기화 후 빠르게 재성장이 가능하기에 기인, 선인을 목표로 한다면 반드시 통과하지 않으면 안 된다.

### 천상기경(기인)
환골탈태 후에 더욱 복잡하고 힘든 퀘스트를 클리어하면 도달하는 변신으로 선인이 업데이트되기 전까지는 최고 단위였다. 외형도 많이 변화하며 전용 무공도 습득한다.
천상기경에는 호・패・교・환의 4종류가 있으며 변신 당시에는 전부 ‘호’만 존재한다. 이 4 종류는 각각 외형이 다르며, 크리티컬 발생률이 상승하며, 직업 상성이 무효화된다.
‘호’에서 다른 종류로 변하기 위해서는 별도 과금이 발생한다.

### 선인지로(1차선인)
기인 다음 단계로 외형이 변화하고 전용 무기와 전용 무공을 얻는다.
선인이 되기 위해서는 선인 전용 퀘스트인 10단계의 스토리 퀘스트를 클리어 해야한다. 또한 천상기경만이 선인이 될 수 있다.

### 무극대도(2차선인)
1차선인 다음 단계의 변신이며 무극대도 퀘스트를 완료하면 2차선인 외형인 화양연화, 음양대도 퀘스트를 통해
다른 외형으로 변경 할 수 있다. 화양연화 퀘스트 완료하면 보상으로 대풍비운뇌전 원거리무공을 받을 수 있다.

## 스탯과 RTG 시스템
캐릭터는 전투시 타격, 피격, 미스, 회피 등의 행위의 횟수에 따라서 성장하게 되는 RTG시스템(Real Time Growth System)을 통해 성장한다. 레벨 업하면 얻는 포인트로 분배하는 방식이 아니기 때문에 스탯 성장을 위해서는 공격시 대미지가 1이 뜨는 몬스터를 선정해 몬스터가 죽기 전까지 최대한 많은 행동을 하여 스탯 상승을 목표로하는 방식이 이루어져 왔다. 이러한 스탯 올리기 방식을 ‘힘+작업=힘작’, 마찬가지로 ‘숙련도+작업=숙작’ 등의 약칭으로 불렸다. 보통 게임에서 레벨로 캐릭터의 강함을 알 수 있는 것과는 다르게, 신 천상비에서는 이처럼 명성(레벨)과 스탯을 따로 올려야하기 때문에 명성이 높다고 실제 스탯도 반드시 높을 것이라는 보장은 할 수 없다. 또한 무기 명중률과 악세사리의 특수 효과인 회피율 등으로 성장 과정이 변하기 때문에 명중률이나 회피율이 매우 높거나, 혹은 매우 낮을 수록 귀중하다. 또한 수련 부여치라고 불리는 스탯에 영향을 주는 수치값이 0～5  존재하며, 옷(상하)의 수련 부여치는 맷집, 갑주의 수련 요구치는 숙련도, 신발의 수련요구치는 민첩성에 각각 영향을 준다.

### 명성
다른 게임의 레벨과 비슷하다. 적 몬스터를 쓰러뜨려 얻는 경험치로 상승시킬 수 있다. 명성이 오르면 체력의 최대치가 상승해 보다 잘 안죽게 된다. 또한 각 퀘스트에는 발동 조건으로 명성을 요구하기 때문에, 명성 제한이 있는 대부분의 퀘스트를 위해서는 명성을 요구조건 이상 올려야 하는 경우가 많다. 또한 문파의 문주의 명성에 따라 모집 가능한 문파 구성원의 최대 인원수에 영향을 미친다.(문주의 명성 1/10).

### 힘
적을 공격해 명중시키면 올라간다. 힘은 공격력과 직결되며, 또한 힘 1당 소지 가능한 무게값이 10 상승한다.

### 맷집
몬스터로부터 공격을 받으면 상승한다. 방어력에 영향을 준다. 또한 맷집 1 상승당체력이 1 증가한다.

### 민첩성
몬스터의 공격을 피하면 상승한다. 또한 민첩이 높을 수록 추가 공격 발생율이 상승하기에 한 번에 더 많은 횟수를 타격할 수 있게 된다. 추가공격(2연격)은 민첩／700의 확률로, 3연격은(민첩－700)／700의 확률로 발생한다.
즉, 민첩이 700이상이라면 항시 최소 2연격이되며, 1400 이상이면 3연격이 된다.
업데이트로 민첩의 상한선이 2100까지 상승하였고, 이에 따라서 4연격까지 가능하게 되었다. 4연격의 확률은(민첩－1400)／700이다.

### 숙련도
몬스터를 공격했으나 빗나갔다면 숙련도가 상승한다. 무기를 다루는 숙련도를 나타내는데, 각각의 무기 종류(검,도,조,창)별로 숙련도가 따로 존재하며, 공격력에 큰 영향을 미친다. 예전에는 숙련도가 상승하면 캐릭터의 외형이 변했었기에 오로지 숙련도에 특화시켜 성장시키는 플레이스타일이 있었으나 업데이트로 변신 퀘스트로 변신을 하도록 바뀐 후로는 이러한 경향은 없어졌다.

## 퀘스트

### 일반 퀘스트
무공 습득 퀘스트나 초보자 퀘스트 등이 있다

### 스토리 퀘스트
10장까지 존재하며 4장이 모두 환골탈태 퀘스트인 것도 있고 도중에 어떤 장은 너무 짧기도 하는 등 비판도 많았으나 일단 10장까지 클리어하면 캐릭터의 출생 비밀을 알 수 있으며 천상기경에 도달할 수 있다. 또한 선인 업데이트 후에 새롭게 10장의 퀘스트가 추가되었다.

### 명성별 퀘스트
명성 80부터 1700까지 명성별로 도전 가능한 퀘스트. 대체적으로 몬스터를 일정 수 쓰러뜨리거나, 아이템을 획득해 모아오는 종류가 주류이다. 반복 퀘스트.

## 방파
방파란 플레이어끼리 모여 만드는 단체로 다른 MMORPG 등의 혈맹이나 길드와 같다. 플레이 캐릭터가 정파인가 사파인가에 따라 각각에 속한 방파만 입문이 가능하다. 단 천상기경(기인) 이상의 단계라면 정파, 사파를 초월해 방파에 가입 가능하다. 또한 천상기경(기인) 이상의 단계인 사람이 방주로 있는 방파에는 정파인도 사파인도 다 가입 가능하다.
방파의 최대 특징으로는 다른 방파에 선전포고를 하여 방파간 전쟁도 할 수 있으며,  성(방파 본진) 시스템을 이용한 공선전도 가능하다 치러진다. 어느 쪽이든 방파에 가입해야만 참여 가능하다.
또한 방파의 구성원끼리는 어떤 맵에 있어도 방파채팅을 통해 의사소통이 가능하다.
방파 가입에는 명성 11 이상이 필요하며, 방파에 가입 가능한 구성원의 최대 인원수는 문주의 명성 1/10이다.